# Paul Ryan (zanger)
Paul Ryan, geboren als Paul Sapherson (24 oktober 1948 - 29 november 1992) was een Britse popzanger en liedjesschrijver. Samen met zijn broer Barry Ryan is hij bekend van de Ryan Twins en als componist van de hit Eloise.

## Levensloop
Paul is geboren in Leeds als zoon van Lloyd Sapherson en zangeres Marion Ryan. In 1958 staat zij in de top 10 van de Britse hitparade met Love me forever.
De tweelingbroers Paul en Barry nemen hun moeders achternaam aan als zij op 15-jarige leeftijd gaan zingen onder de naam The Ryan Twins. Op hun zeventiende krijgen zij een platencontract en onder leiding van producer Les Reed bereiken zij met hun eerste hit Don't bring me your heartaches eind 1965 de 13de plaats in de Britse hitparade. Na dit grootste succes volgen tot medio 1967 zeven andere, bescheiden noteringen. Opvallend is dat zowel hun zangstijl als hun songs sterk doen denken aan een ander bekend Brits duo Peter and Gordon. Paul kan de werkdruk van optredens echter niet meer aan en besluit verder te gaan als componist, met name voor zijn broer Barry.
In 1968 is het meteen raak: het door Paul gecomponeerde en door Barry gezongen Eloise, een melodramatisch en orkestraal nummer, wordt een wereldhit en staat bijvoorbeeld vier weken op nummer één in de Nederlandse Top 40. Totaal gaat de single wereldwijd meer dan zeven miljoen keer over de toonbank. In Zwitserland is het de bestverkochte single van 1969.
Ook enkele follow-ups van Eloise hebben succes. Dat zijn het op zelfde leest geschoeide Love is love (1969) en Kitsch (1970). Vanaf 1972 taant het succes van Barry, maar Paul schrijft ook voor andere artiesten. Zo componeert hij The colour of my love, een hit voor de zanger Jefferson in 1969. In 1971 zijn er twee bescheiden hits voor Eurovisiesongfestival-winnares Dana (Who put the lights out? en Today). Ook schrijft hij I Will Drink the Wine voor Frank Sinatra. In 1976 brengt hij zelf een single uit, The day Anastasia Romanoff died. Zonder succes. Hij vertrekt naar de Verenigde Staten, maar keert in 1985, na tien jaar, terug naar Engeland en runt een aantal kapperszaken.
Paul Ryan overlijdt op 44-jarige leeftijd aan kanker op 29 november 1992 in Yorkshire.
- Bibsys: 13046676
- Biblioteca Nacional de España: XX1103071
- Bibliothèque nationale de France: cb13810497g (data)
- Gemeinsame Normdatei: 13473002X
- International Standard Name Identifier: 0000 0001 0813 8504
- Library of Congress Control Number: nb2010033344
- MusicBrainz: a2b9a1a5-2574-4a79-a50b-1d5237c160b5
- Nationale Bibliotheek van Tsjechië: xx0213555
- Virtual International Authority File: 17406196
- WorldCat: E39PBJmp8Q7VBV7gmPkrfcbWXd